# Spychowski Piec
Spychowski Piec (1946 bis 1960 Pupski Piec) ist ein kleiner Ort in der polnischen Woiwodschaft Ermland-Masuren und gehört zur Gmina Świętajno (Landgemeinde Schentainen, 1938 bis 1945 Altkirchen (Ostpr.)) im Powiat Szczycieński (Kreis Ortelsburg).
Spychowski Piec liegt am Ostufer des Kleinen Sysdroy-Sees (1938 bis 1945 Kleiner Sixdroi-See, polnisch Jezioro Zyzdrój Mały) in der südlichen Mitte der Woiwodschaft Ermland-Masuren, 23 Kilometer nordöstlich der Kreisstadt Szczytno (deutsch Ortelsburg).
Über die Geschichte des kleinen Ortes gibt es keine Belege, auch nicht eine Antwort auf die Frage, ob er vor 1945 einen deutschen Namen hatte. Zwischen 1945 und 1960 trug er die polnische Namensform „Pupski Piec“.
Heute ist der Weiler (polnisch Osada) Spychowski Piec „część wsi Spychowo“ (= „Teil des Dorfes Spychowo“) und eingegliedert in die Gmina Świętajno im Powiat Szczycieński, bis 1998 der Woiwodschaft Olsztyn, seither der Woiwodschaft Ermland-Masuren zugehörig.
Kirchlich gehört Spychowski Piec zur evangelischen Pfarrei in Szczytno in der Diözese Masuren der Evangelisch-Augsburgischen Kirche in Polen sowie zur römisch-katholischen Kirche der Mutter Gottes von der immerwährenden Hilfe in Spychowo im Erzbistum Ermland.
Spychowski Piec ist von Spychowo aus über die Landesstraße 59 und einen davon abzweigenden Landweg zu erreichen. Spychowo ist auch die nächste Bahnstation und liegt an der Bahnstrecke Olsztyn–Ełk (deutsch Allenstein–Lyck).